# Piper umbellatum
Piper umbellatum es una planta herbácea perteneciente a la familia de las piperáceas.

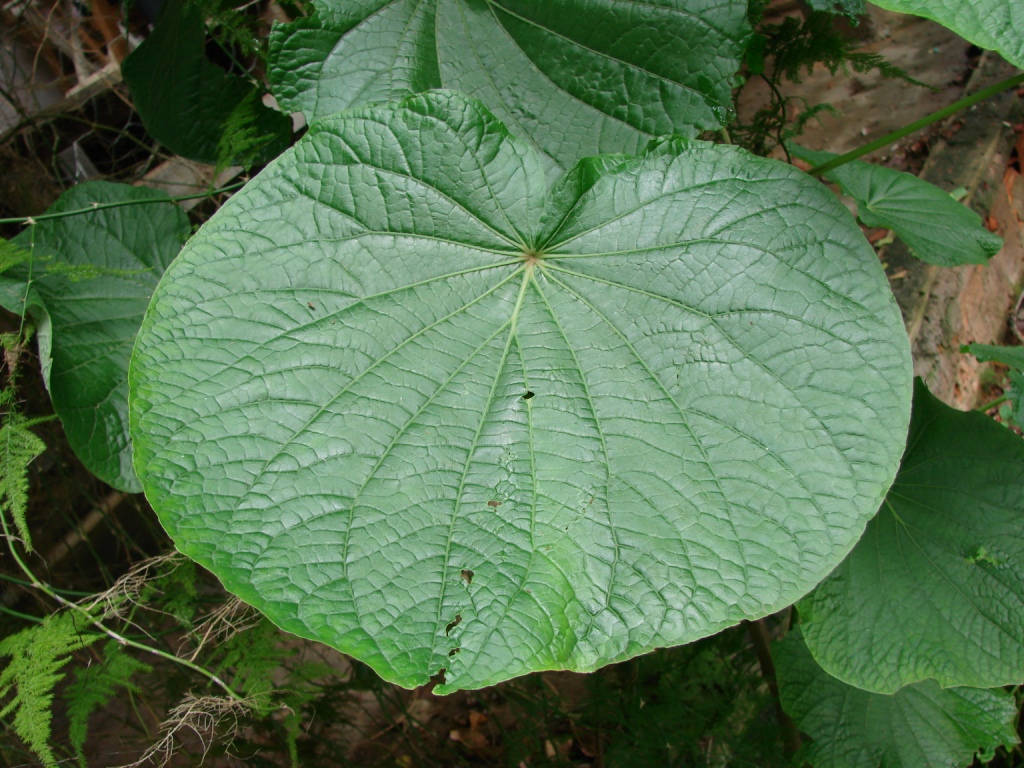
Hoja

## Descripción
Es una hierba de un metro de alto, con hojas anchas, alternas y cordiformes. Las inflorescencias son como espigas carnosas y blandas, a veces en posición axilar con numerosas flores blanquecinas, o a veces agrupadas en umbelas. Los frutos son carnosos.

## Distribución y hábitat
Es originaria de Malasia. Se encuentra distribuida desde el sur de México a Sudamérica, incluyendo las Antillas. Se encuentra también en África y Asia; en estas regiones probablemente es secundario; en las Islas Galápagos se considera invasiva. Se encuentra preferentemente en terrenos húmedos y umbríos, sobre todo en áreas degradadas y en plantaciones de cacao, tanto en Río Muni como en Bioko.

## Propiedades
Se utiliza para distintos remedios. La fricción en una zona del cuerpo dolorida actúa como calmante, también se suele aplicar a heridas.
Las hojas se utilizan como purgante, y contra diversas molestias digestivas, al igual que la raíz. Se utiliza en ceremonias y en baños para combatir la hechicería, envenenamientos, fiebre y migrañas. Es símbolo de buena voluntad.

## Taxonomía
Piper umbellatum fue descrita por Carlos Linneo y publicado en Species Plantarum 1: 30. 1753.
Sinonimia
- Heckeria subpeltata (Willd.) Kunth
- Heckeria umbellata (L.) Kunth
- Lepianthes umbellata (L.) Raf.
- Lepianthes umbellata (L.) Raf. ex Ramamoorthy
- Peperomia umbellata (L.) Kunth
- Peperomia umbellata Miq.
- Piper peltatum Ruiz & Pav.
- Piper postelsianum Maxim.
- Piper subpeltatum Willd.
- Pothomorphe dombeyana Miq.
- Pothomorphe umbellata (L.) Miq.
- Pothomorphe umbellata var. cuernavacana (C.DC.) Trel. & Yunck.
- Pothomorphe umbellata var. glabra (C. DC.) Trel. & Yunck.[2]